# Livret d'épargne
Un livret d’épargne, ou livret bancaire, est un livre (au sens d’objet physique) permettant d’enregistrer les transactions sur un compte d’épargne ouvert auprès d’une banque.

## Par pays

### France
En France, il existe 4 livrets d'épargne : Le livret A (ou livret bleu), le livret d'épargne populaire (LEP), le livret jeune et le livret de développement  durable et solidaire (LDDS). Tous ces livrets sont soumis à un placement relativement faible minimum et possèdent un plafond. Ils font également objet de taux d'intérêts variables.
Les sommes collectées sur ces livrets sont gérées par la Caisse des dépôts et consignations.
En France, le premier livret de Caisse d'épargne est lancé à Paris en 1818. À partir de 1881, les bureaux de poste sont autorisés à distribuer des livrets d'épargne, qui deviennent ensuite les livrets d’épargne postale. 

En 2000, la Caisse d'épargne dématérialise le livret A, qui est remplacé par un simple relevé d'opérations. La loi de 2008, qui crée le livret A banalisé, met fin au livret de Caisse d'épargne.

Livrets d'épargne de différents pays
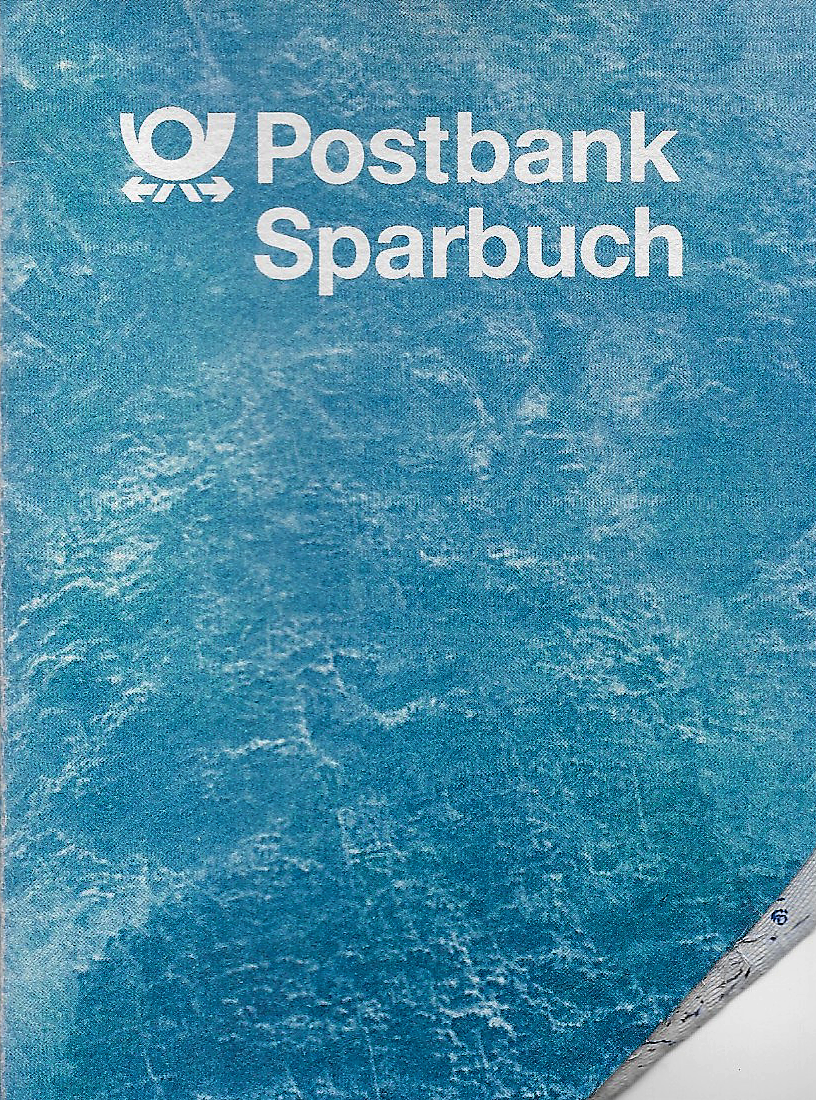
Allemagne
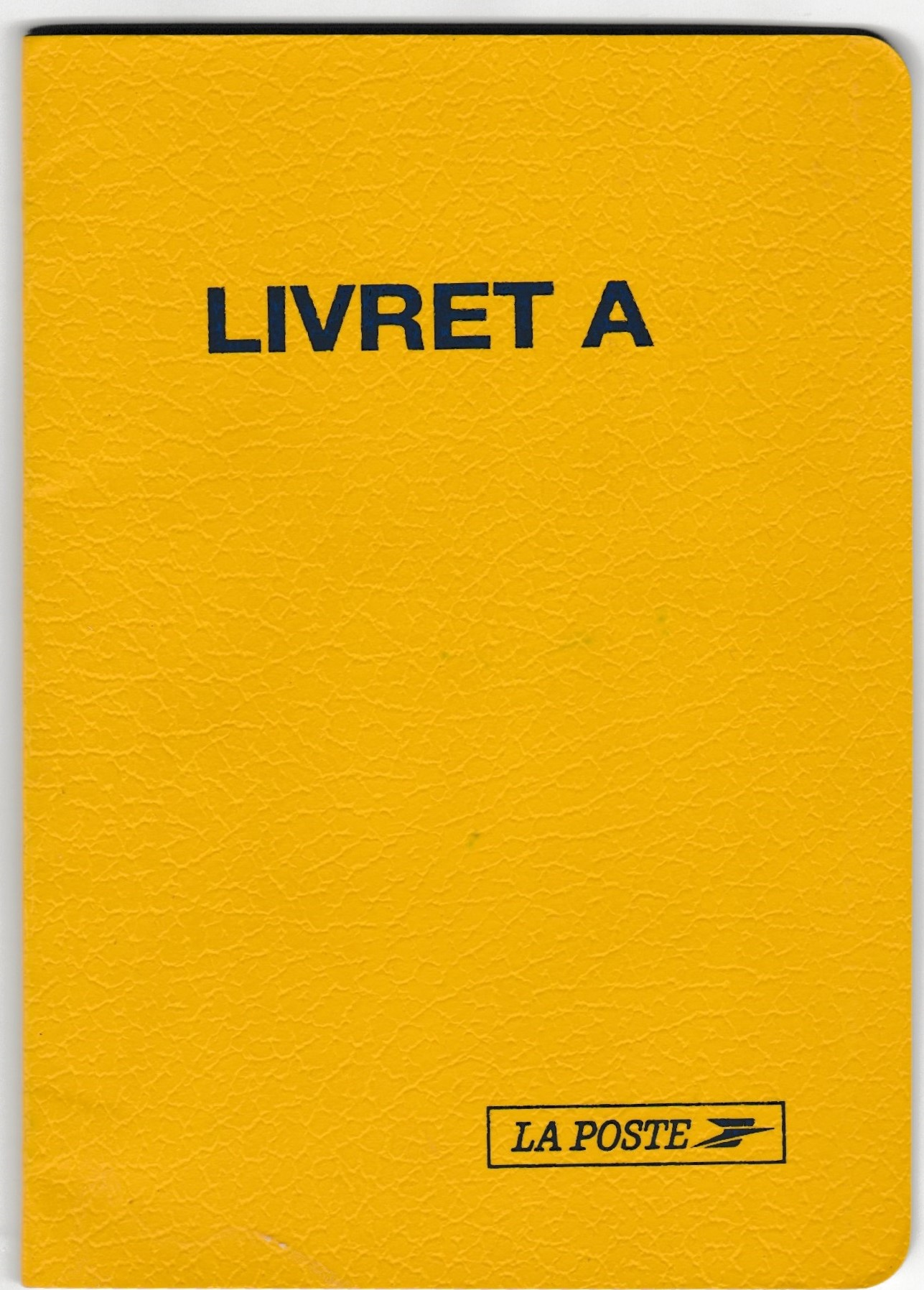
France
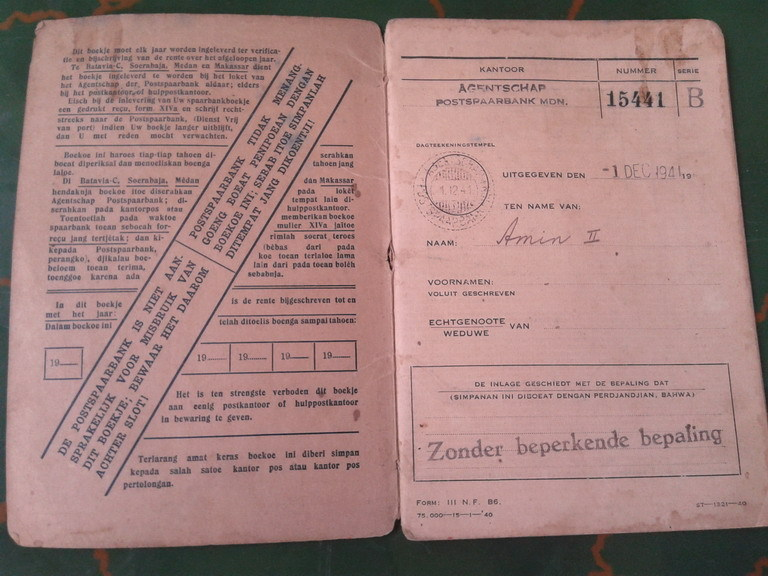
Pays-Bas
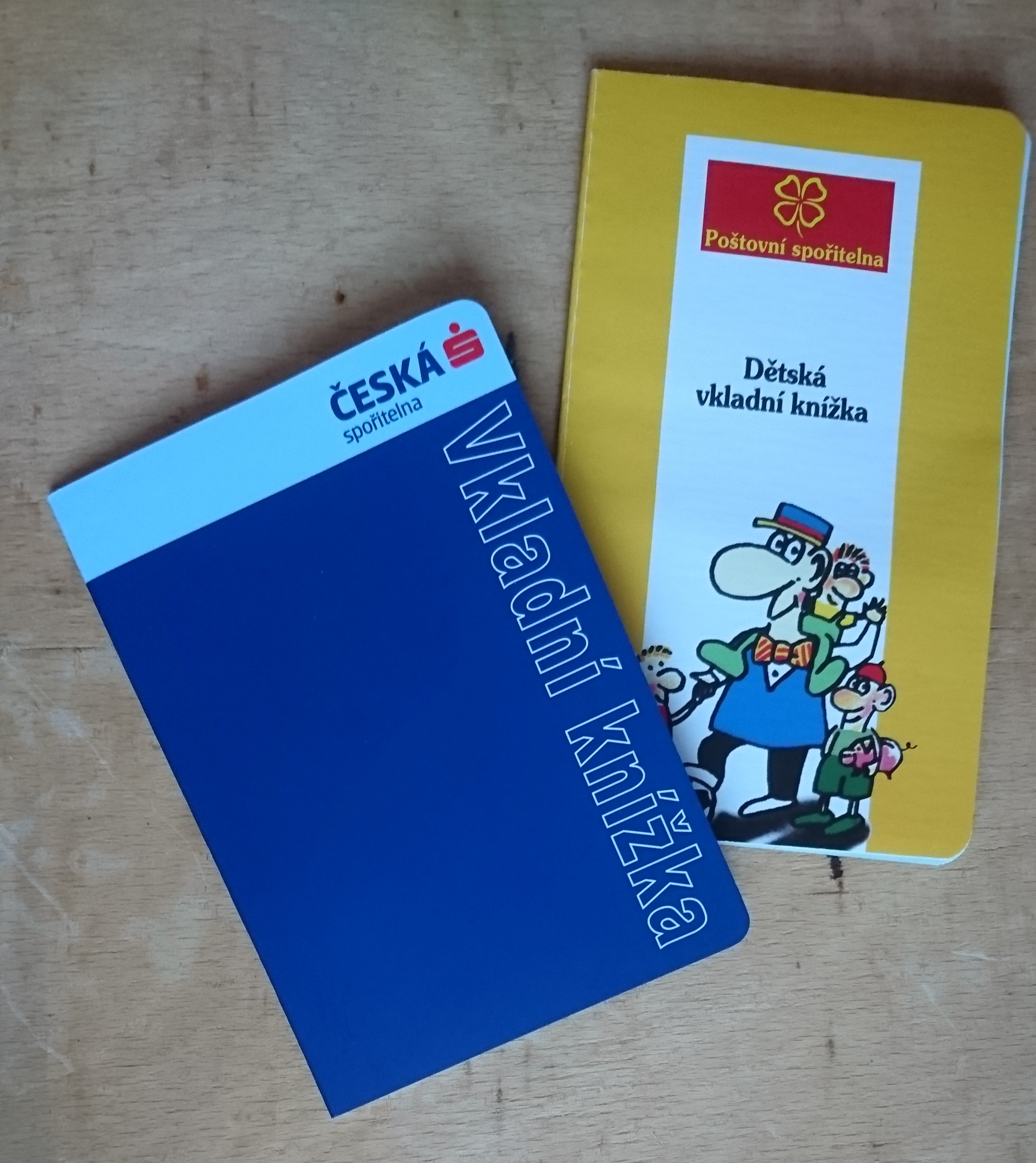
République tchèque
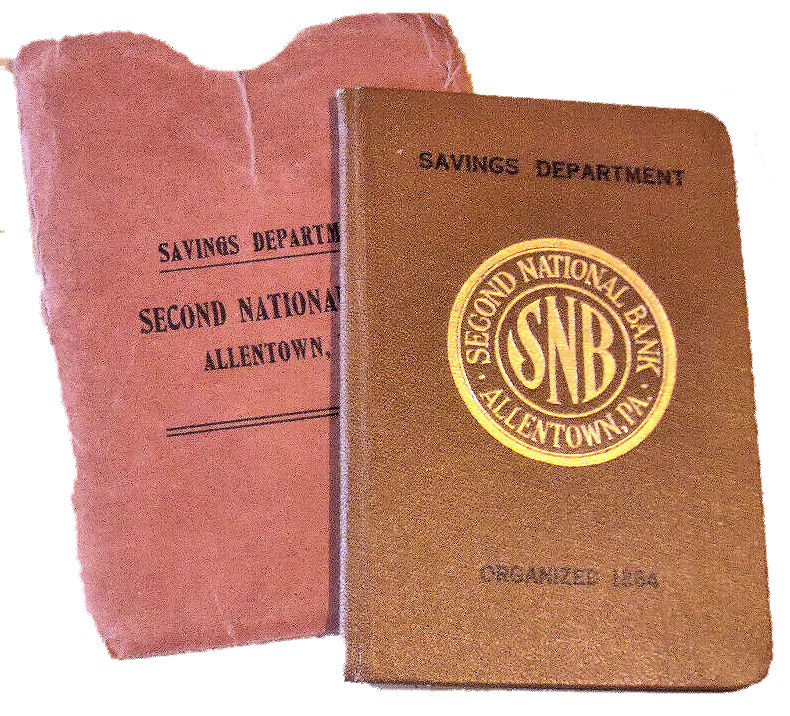
États-Unis
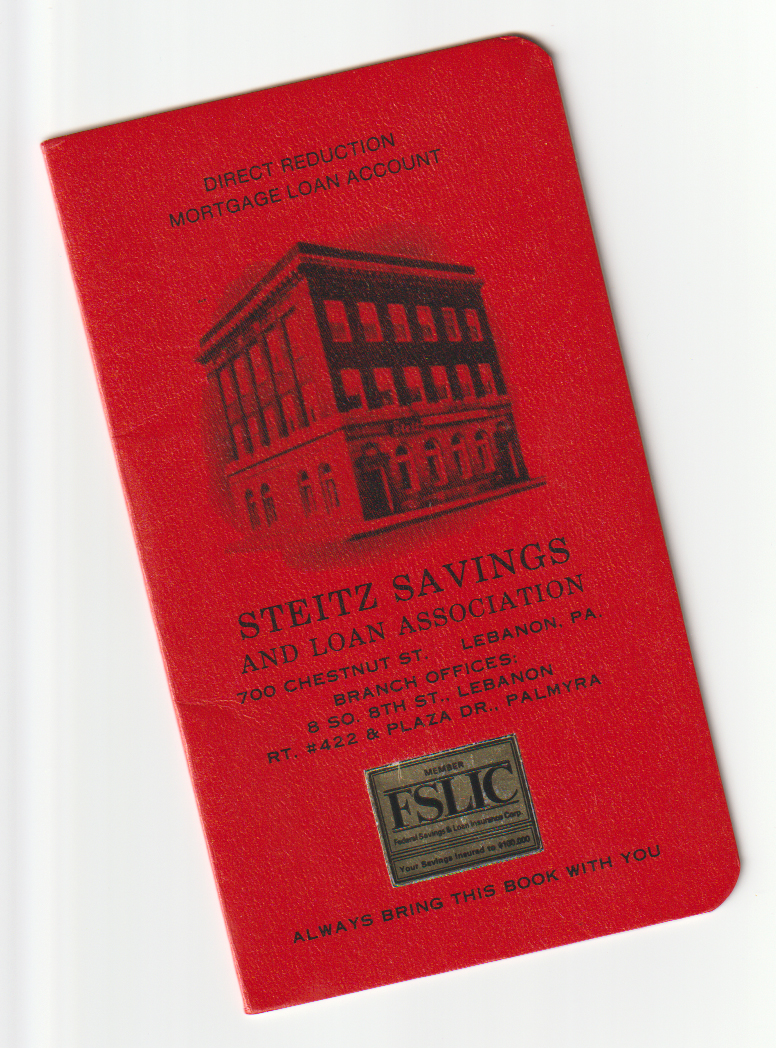
Liban
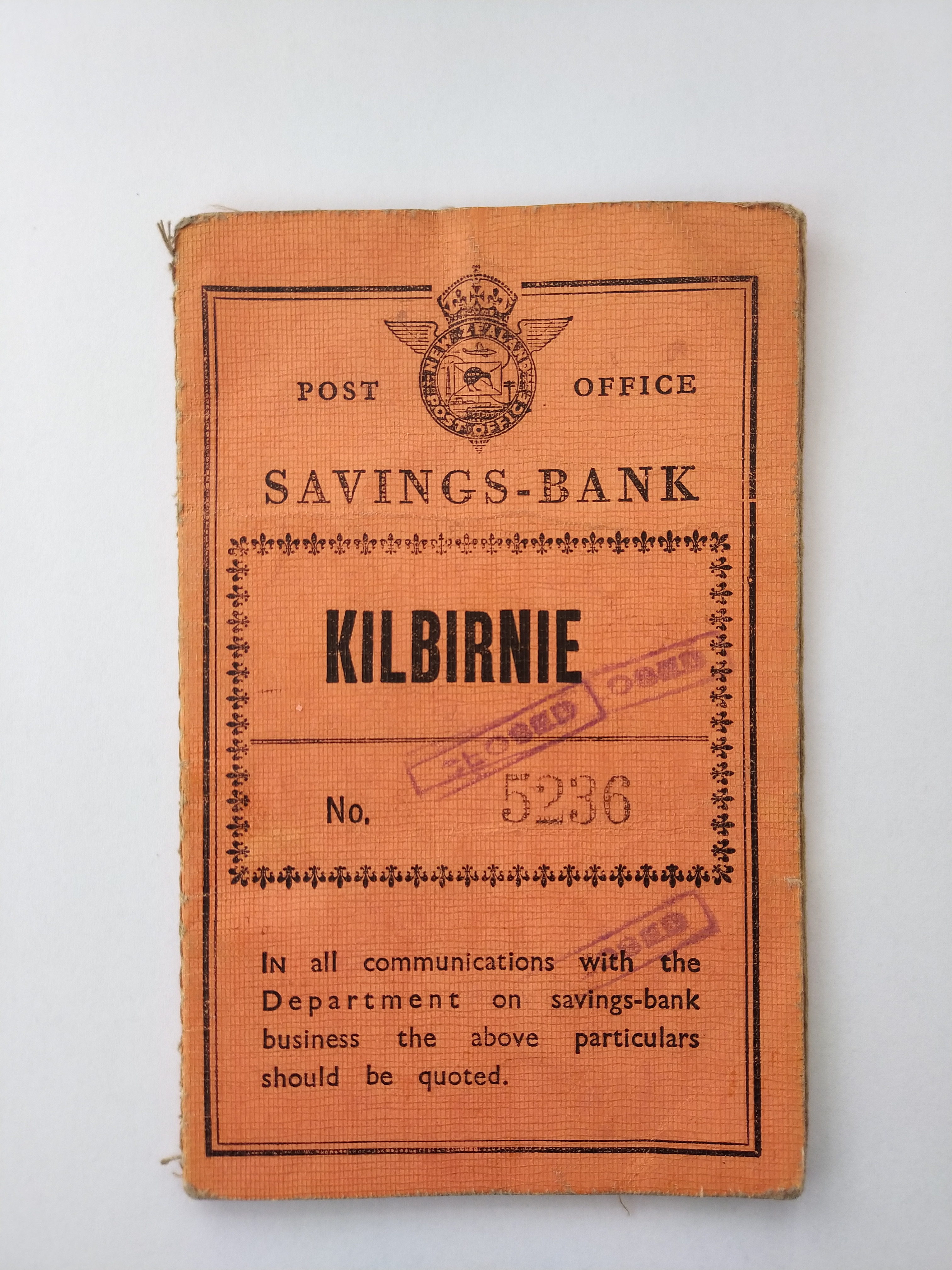
Nouvelle-Zélande
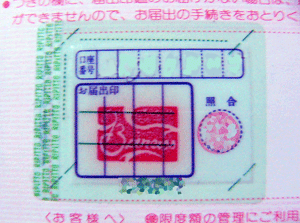
Japon